# Религия в Набережных Челнах
Основными религиозными конфессиями в городе Набережные Челны являются православное христианство, ислам (суннитский) и протестантское христианство.

## Православные храмы

### Свято-Вознесенский собор
Приходский храм Московского Патриархата Казанской епархии, освящённый в честь праздника Вознесения Господня, имеет статус архиерейского подворья.
Трехпрестольная Вознесенская церковь начала строиться в 1872 году. В 1882 году был освящен левый придел во имя Великомученика Димитрия Солунского, в 1885 году — правый придел в честь Воздвижения Креста Господня, а в 1889 году — главный престол в честь Вознесения Господня.
Основную часть средств на постройку нового храма выделил Дмитрий Иванович Стахеев — представитель знаменитой елабужской купеческой династии, известный в конце XIX века писатель.
В годы советской власти, когда церковь подвергалась гонениям, храм был разрушен, и служение в нём прекратилось. Точных сведений о том, когда это произошло, нет, предположительно служить в нём перестали в 1937 году.
В 1989 году начались работы по восстановлению храма, а в ночь на Рождество, в 1990 году, после многолетнего перерыва, по просьбам прихожан состоялось первое богослужение.
В настоящее время на территории церкви находятся две лавки, в которых можно приобрести иконы, различную церковную утварь, интересную православную литературу, часовня для отпевания и два двухэтажных административных здания. В одном из них расположены: маленький крестильный храм в честь святой блаженной Ксении Петербургской, в котором совершается крещение, православная библиотека, детская воскресная школа, а также находится школа катехизаторов.

### Храм святых бессребренников Космы и Дамиана
Приходский храм Московского Патриархата Казанской епархии, является самой старой постройкой Набережных Челнов и включен в список исторических памятников города. Храм является центром Закамского благочинного округа, на территории храма действует церковно-приходская школа.
Храм был возведён в 1854—1859 гг. на месте сгоревшей деревянной церкви на средства елабужского купца Ивана Ивановича Стахеева. Сооружение построено по образцовому проекту Константина Тона в византийском стиле — в царствование императора Николая I других проектов власти и не утверждали.
Начиная с 30-х годов XX века на протяжении нескольких десятилетий храм был закрыт, а в 1990—1992 гг. после передачи его Казанской епархии, была произведена его полая реконструкция, при этом по проекту Челнинского архитектора Маркиза Басырова вокруг него был создан своеобразный ансамбль, включающий ограду с воротами, часовни и павильоны. Сегодня Храм является объектом культурного наследия республиканского значения.

### Храм преподобногоСерафима Саровского
Храм возведен в посёлке ЗЯБ, на месте ранее расположенного здесь храма Ильи-пророка, который в советские времена был закрыт, а в начале 1980-х годов прошлого века полностью снесен. Строительство храма началось в 1996 году и продолжалось более 10 лет. Инициаторами возведения храма в стали главный архитектор города Набережные Челны Александр Красильников, руководитель УКС «КамГЭСэнергостроя» Альберт Петров и начальник Домостроительного комбината Рафаил Нурутдинов. В 2006 году построенный Храм Серафима Саровского был освящён, в настоящее время в храме регулярно совершаются богослужения. При приходе также функционирует воскресная школа.

### Храм святогоТихона, патриарха Московского
Небольшой приходской, однопрестольный храм, построенный в 1991 году в посёлке Сидоровка. Богослужение совершается ежедневно. Настоятелем является протоиерей Сергий Козлов.

### ХрамРождества Христова
Строящийся на Автозаводском проспекте православный пятикупольный храм из белого камня. Возводится на месте прежнего храма, сгоревшего от удара молнии в июне 2010 года.
По завершении строительства Храм Рождества Христова станет одним из самых высоких сооружений в городе — его высота составит 78,5 метров. Ориентировочная стоимость строительства храма составляет 1 млрд. 300 тыс. рублей.

### Храм святого великомученикаГеоргия Победоносца
Храм расположен в 35-м комплексе Нового города. Приход Святого Великомученика Георгия Победоносца создан в 2000 году офицерами запаса с благословения Архиепископа Казанского и Татарстанского Анастасия по ходатайству общественных организаций города. К возведению храма приступили 21 сентября 2007 года. Храм строится на средства общины и при финансовой поддержке Торгово-промышленной палаты Набережных Челнов. Рядом с Храмом будет располагаться парковая зона с газонами, цветниками, аллеями, фруктовым садом и видовой площадкой на реку Кама. Богослужения проводятся во временном помещении (в вагончике). Настоятель — иерей Валентин Тимирбатов. Клир — иерей Василий Федосеев.

## Мечети

### Центральная мечеть «Нур-ихлас»
Крупнейшее в городе мусульманское религиозное сооружение, построено в 1990-х гг., расположено в 48-м комплексе, на проспекте Чулман.
Проект разработан архитектором В. Л. Манукяном. Мечеть относится к типу купольных, с поэтажными залами и раздельными входами для мужчин и женщин и пристроенным с северной стороны минаретом. Мечеть представляет собой современное мусульманское культовое сооружение с живописной объемной композицией в постмодерновой трактовке с сочетанием во внешнем облике мотивов восточно-мусульманской, булгарской и традиционной культовой архитектуры татар.

### «Тауба»
Мечеть построена в 1989 — 1992 годах по проекту архитектора М. Басырова на добровольные пожертвования прихожан и организаций города, отчислений из городского бюджета и при помощи мусульманских стран через ДУМЕС. Здание мечети расположено в посёлке ГЭС, на берегу реки Камы. Общая композиция мечети формируется высоким двусветным объемом под многоскатной крышей, в которую с северной стороны врезается минарет. С севера к основному объему примыкает одноэтажный корпус. Вместо крыши на нем устроена мощеная терраса, с которой через тамбур в основании минарета можно попасть в молельный зал.
Входы в мечеть расположены на западном (мужской) и восточном (женский) фасадах одноэтажного корпуса. Единое пространство вестибюля делится на мужскую и женскую части с раздвижной перегородкой. В северной половине вестибюля размещены комнаты для омовения и санузлы. В южной половине — лестничные клетки и гардероб. Здесь же проходы к фойе и зрительный зал на 130 мест. Мужской молельный зал перекрыт двускатной крышей, наклоненной к михрабу. Между скатами на северном фасаде устроен вертикальный световой проем с цветными витражами из литого стекла. В северной половине зала — балкон для женщин. Вход с балкона ведет в восьмигранный ствол минарета с четырехмаршевой лестницей. Мечеть построена из силикатного кирпича. Фасады облицованы светлой плиткой из известняка. Цоколь покрыт черным полированным гранитом. На высоте четырех метров фасады на южной половине мечети украшены деталями с выдержками из Корана. В интерьере верхняя часть декорирована медальонами, белым мрамором, покрытым резным растительным орнаментом. Ниша михраба обрамлена черным мрамором с резными изречениями из Корана.

### «Абузар»
Мечеть была построена в 1991 году по проекту архитекторов В. А. Манукяна, Т. Г. Улатовой, инженера-конструктора В. П. Евсеева. Расположена среди жилой застройки в посёлке ЗЯБ в комплексе с медресе «Нурутдин». Мечеть представляет из себя одноэтажное здание с цокольным этажом и имеет обособленные входы для мужчин и женщин на западном и восточном фасадах. Общая композиция мечети сформирована прямоугольным корпусом с плоским покрытием, восьмигранным зальным объемом под низким килевидным куполом и трехъярусным минаретом под высоким тонким шатром.

### «Туфан»
Строительство мечети велось с 1995 года на деньги меценатов, в частности при непосредственном участии ОАО «КАМАЗ». Торжественное открытие состоялось 16 сентября 2006 году. Мечеть построена по проекту архитектора ОАО «Челны-хлеб» Анаса Шамсиева. «Туфан» стала восьмой мечетью, открытой в Набережных Челнах. Здание вмещает 210 верующих, мужской зал рассчитан на 160 человек, женский — на 50. Имамом мечети является Равиль Нуруллин.

### «Джамиг» (Соборная мечеть)
Крупнейшая в России строящаяся соборная мечеть, будущая главная мечеть Набережных Челнов, возводится с 1990-х гг. в центре города рядом со зданием городской администрации. По проекту в мечети предусмотрено четыре минарета — два высотой 76 метров и два высотой 52 метра. Цветовое решение комплекса сделано в древних традициях — бело-голубым. Соборная мечеть будет уникальной и тем, что она вместит одновременно 3200 прихожан, 500 мест из которых предназначено для женщин. Помимо мечети будет построено учебное заведение на 200 учащихся, небольшая гостиница, халяль кафе, магазины с халяль продукцией. Возле мечети на площади во время праздников смогут уместиться до 15-20 тысяч верующих.

### Прочие
- Ак мечеть
- Билал
- Кэусар
- Рамазан
- Чишмэ

## Протестантские общины
- Церковь Евангельских Христиан «Возрождение»
- Церковь Христиан Веры Евангельской «Благая весть»
- Церковь Христиан Веры Евангельской «Дом Евангелия»
- Церковь Адвентистов седьмого дня
- Церковь евангельских христиан баптистов (мсц ехб)

## Галерея

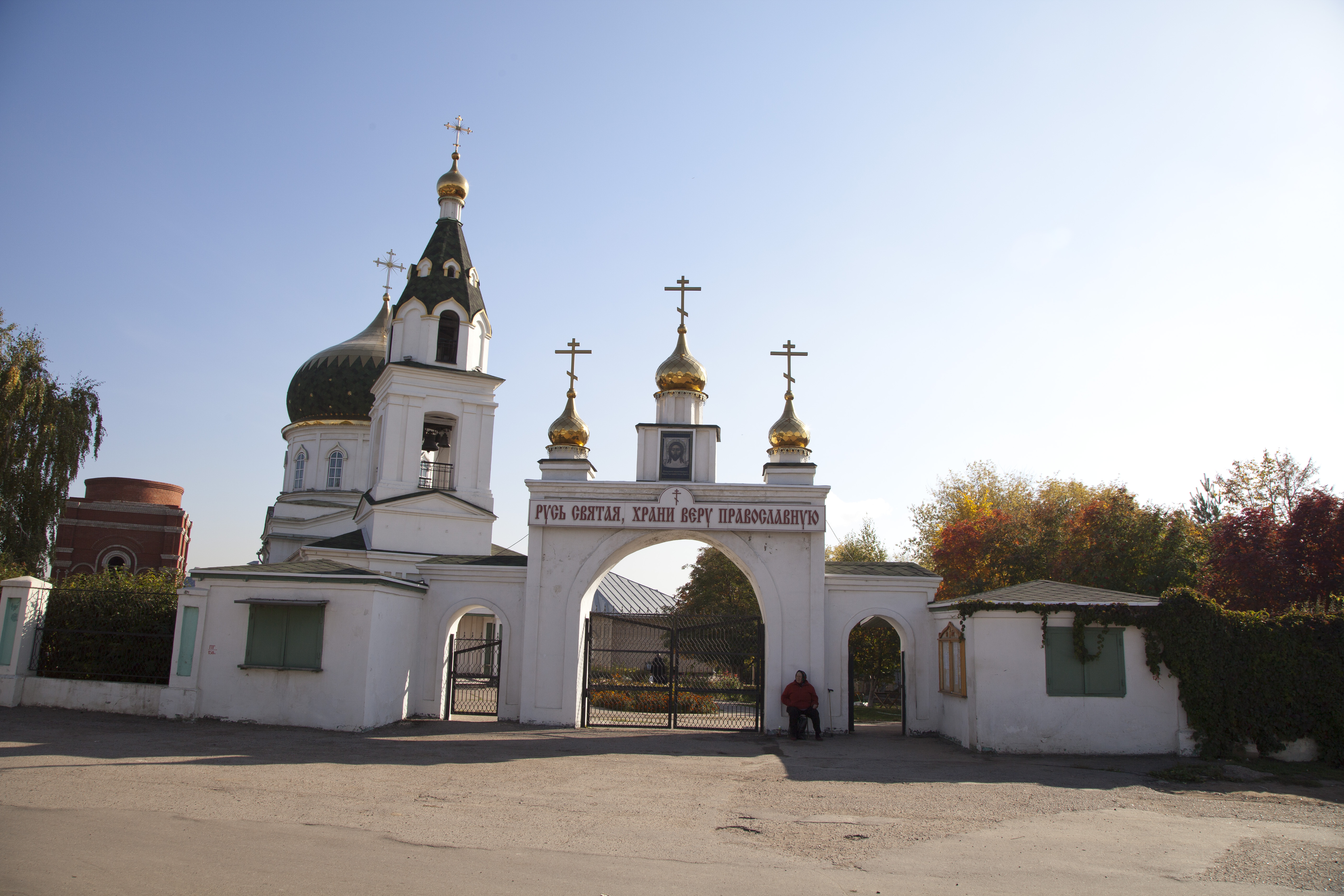
Главный вход Храма
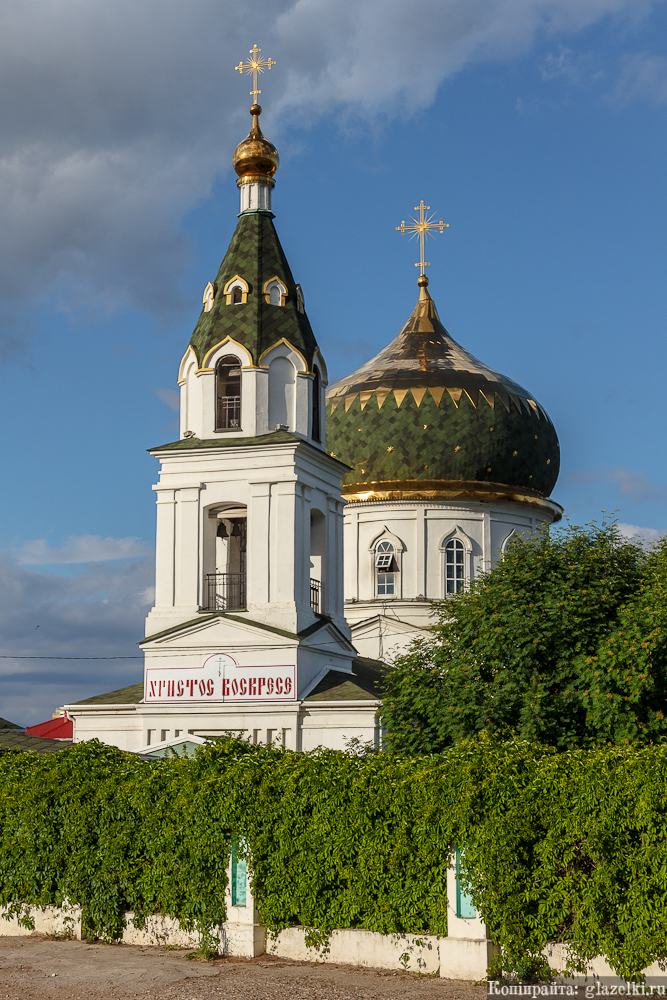
Храм Космы и Дамиана (вид с Набережночелнинского проспекта)
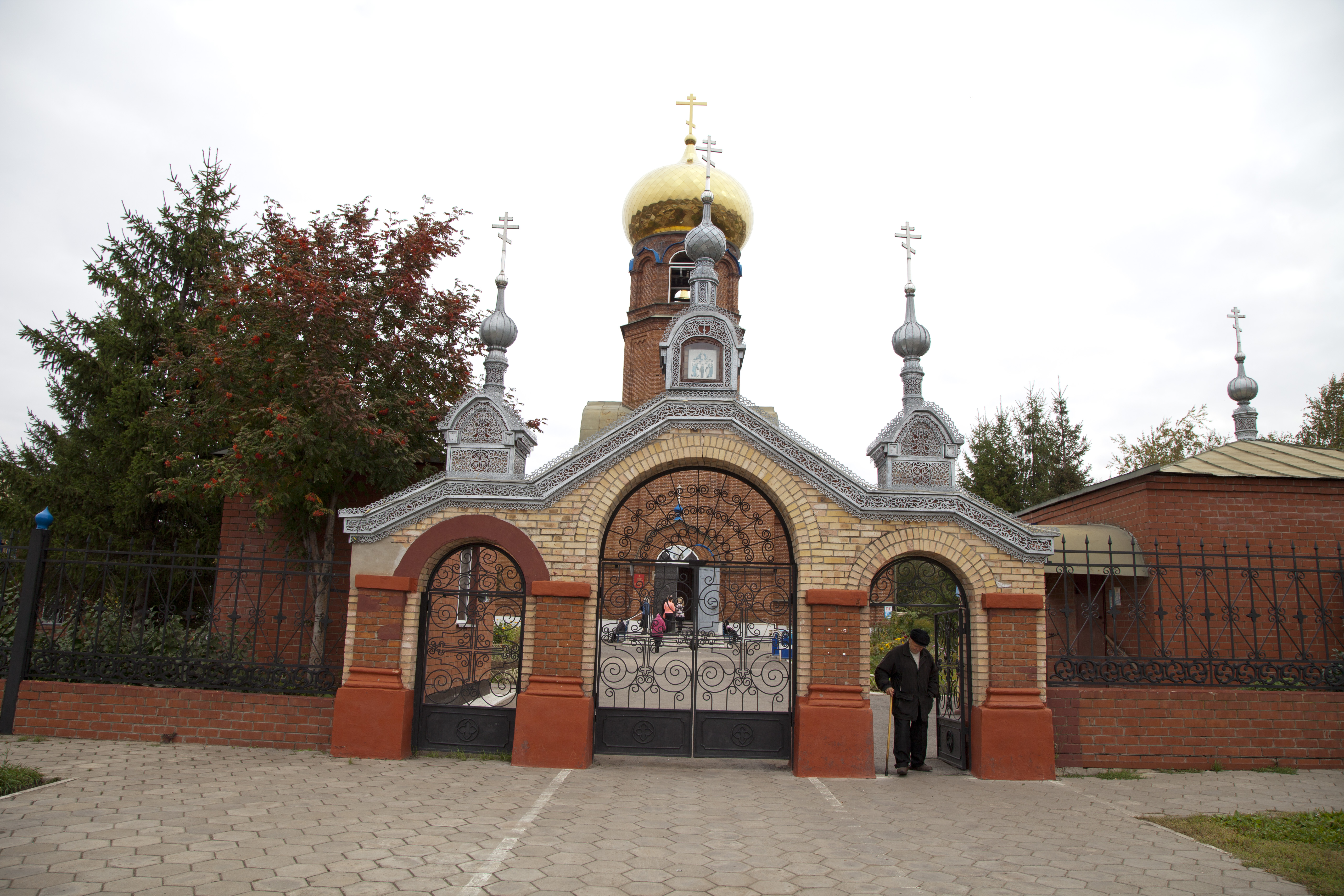
Главные ворота Свято-вознесенского собора
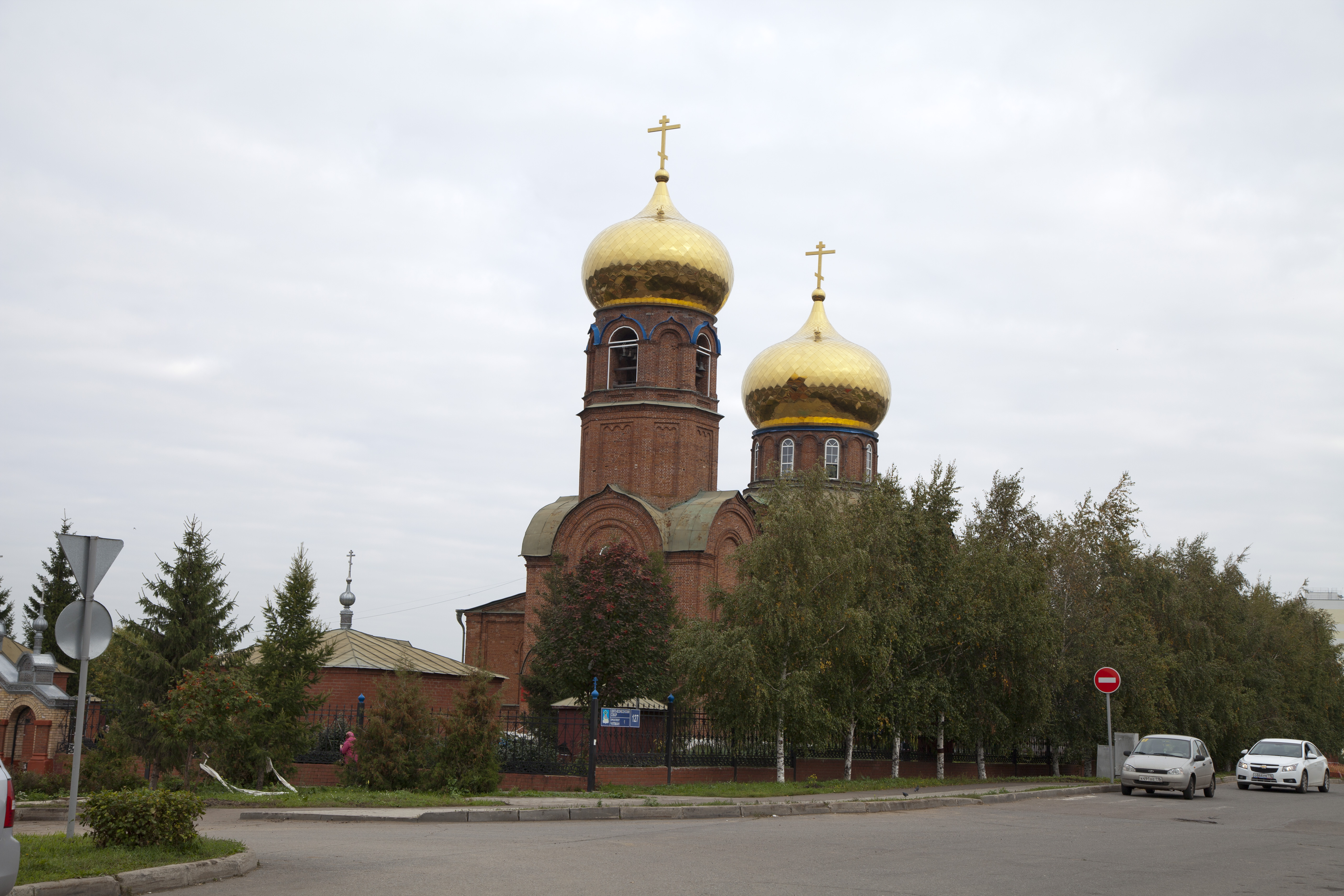
Вид на Свято-Вознесенский собор с проспекта Чулман
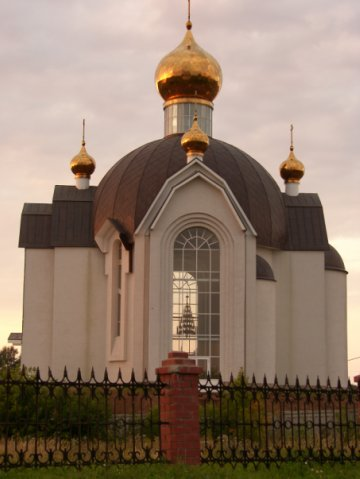
Храм преподобного Серафима Саровского
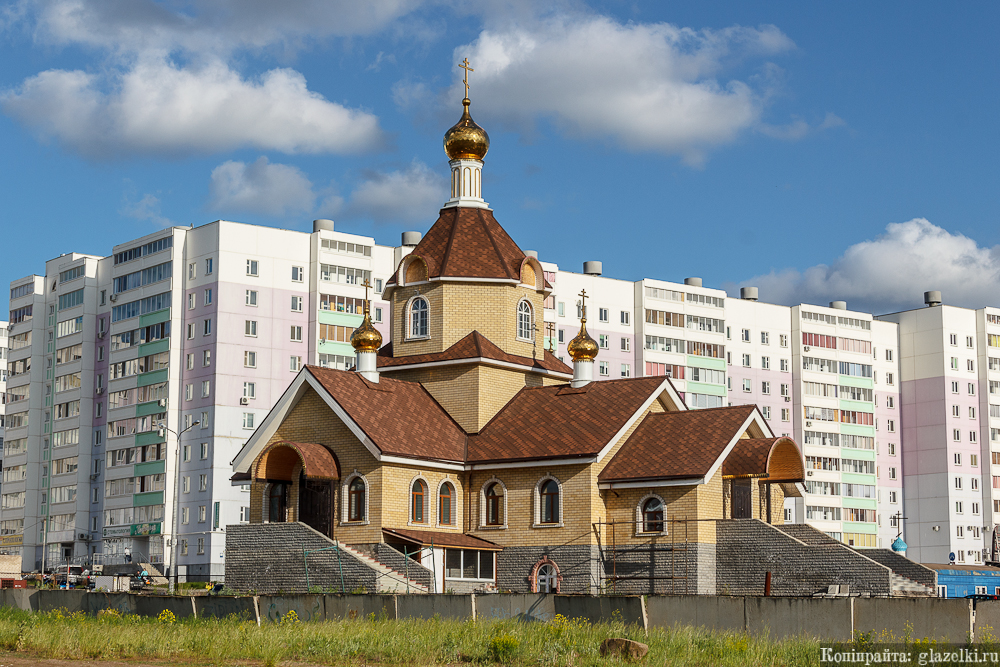
Храм святого великомученика Георгия Победоносца
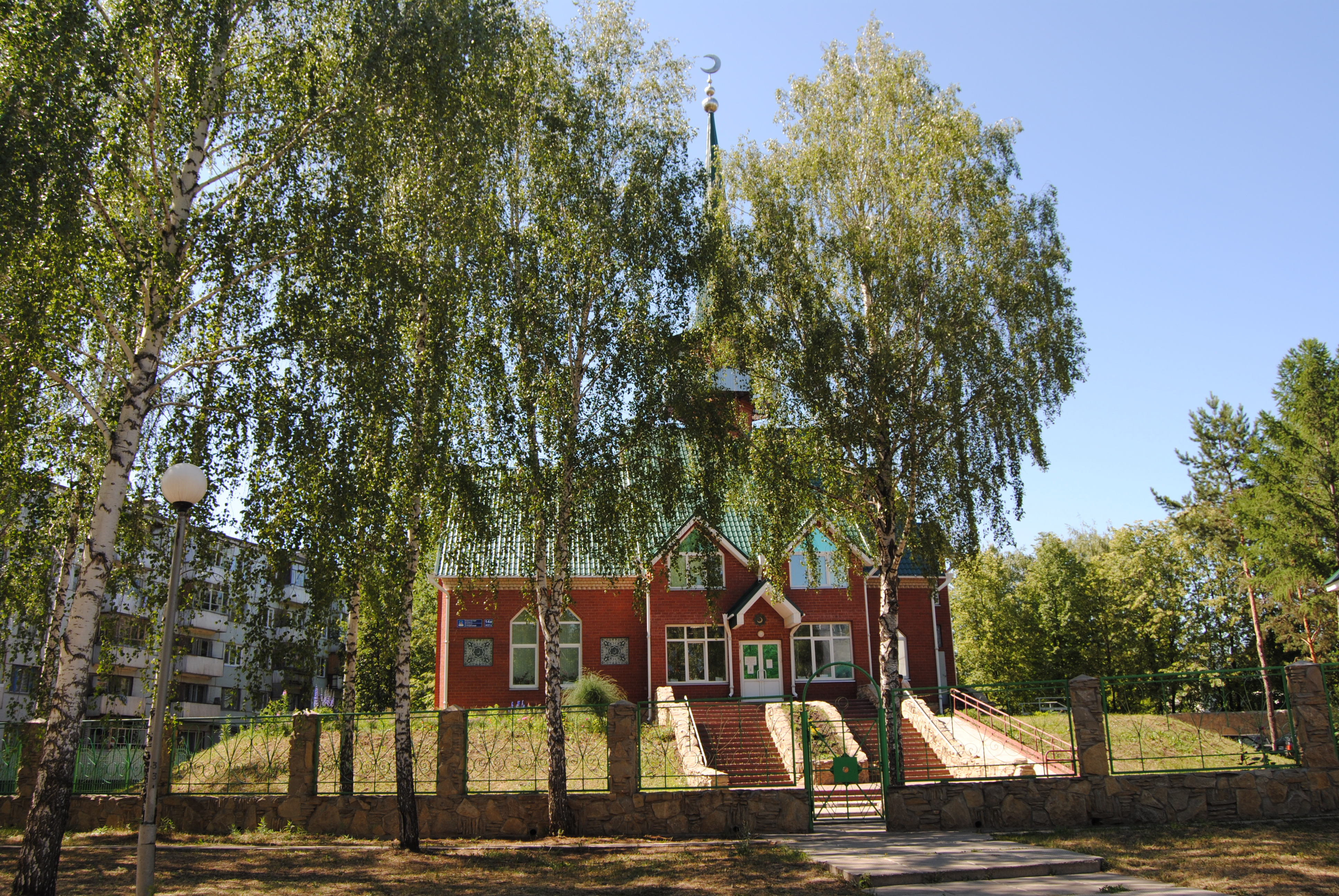
Мечеть «Туфан»
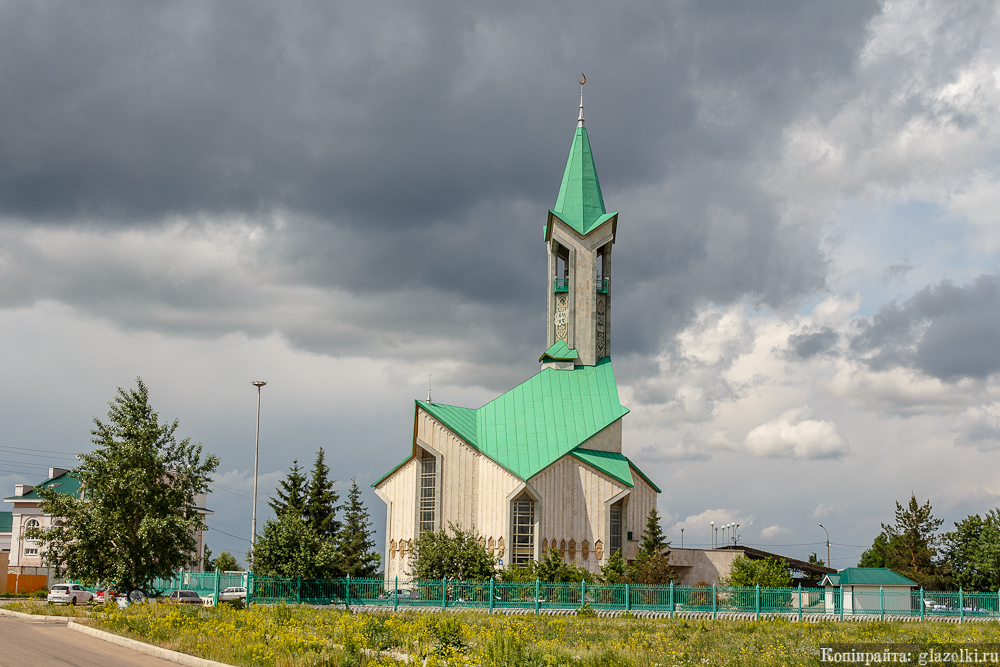
Мечеть «Тауба» (вид с улицы Центральная)
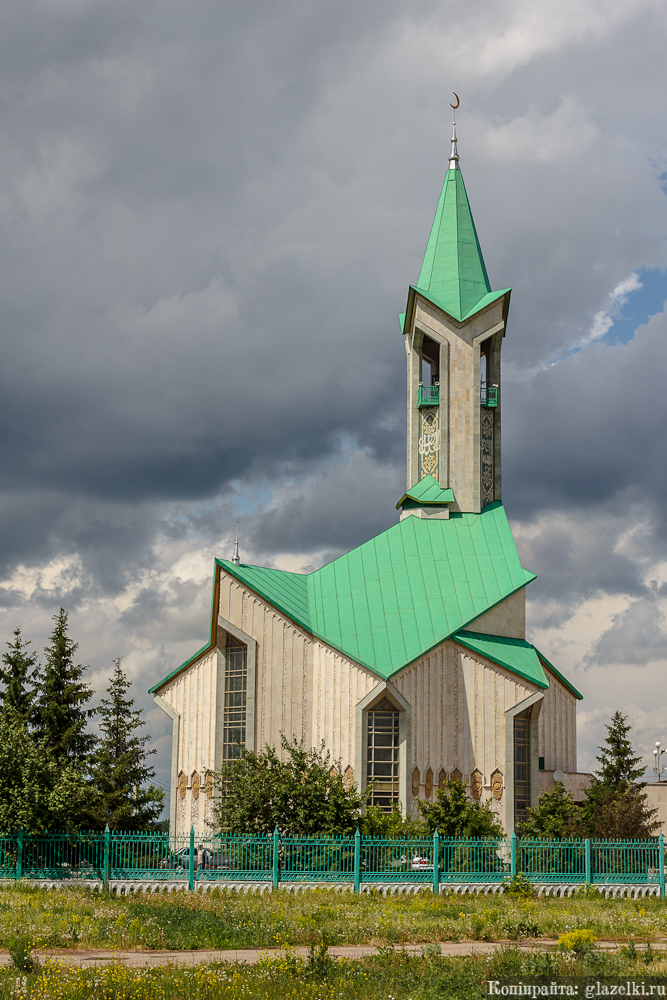
Мечеть «Тауба»
Проект Соборной мечети «Джамиг»